# Au/Ra
Jamie Lou Stenzel, née le 15 mai 2002, connue sous son nom de scène, Au/Ra, est une auteure-compositrice-interprète germano-antiguayenne, qui a collaboré avec CamelPhat en 2018 avec la chanson Panic Room, et a chanté dans la chanson du DJ Alan Walker Darkside la même année.

## Biographie

### Jeunesse
Jamie Lou Stenzel naît le 15 mai 2002 à Ibiza. Son père est le producteur musical allemand Torsten Stenzel. Elle est élevée dans une famille de musiciens, à Saint John's, à Antigua-et-Barbuda.

### Origine de son nom de scène
Son nom de scène Au/Ra se compose de deux éléments de la table périodique: Au représente l'or, un métal de transition du tableau périodique portant le numéro atomique 79, tandis que Ra représente le radium, un métal terreux de la table périodique portant le numéro atomique 88. Elle dit s'être inspirée d'un personnage de la fanfiction de la trilogie Le Seigneur des Anneaux qu'elle a écrite elle-même.

## Discographie

### EPs
- 2017 : Outsiders
- 2018 : X Games

### Singles
| Année | Titre                         | Album                      |
| ----- | ----------------------------- | -------------------------- |
| 2016  | "Jungla de Asfalto"           | —                          |
| 2017  | "Kicks"                       | Outsiders EP               |
| 2017  | "Concrete Jungle"             | Outsiders EP               |
| 2017  | "Outsiders"                   | Outsiders EP               |
| 2018  | "Panic Room" (avec CamelPhat) | X Games EP                 |
| 2018  | "Emoji"                       | X Games EP                 |
| 2019  | "Assassin"                    | TBA                        |
| 2019  | "Medicine"                    | TBA                        |
| 2019  | "Dance In The Dark"           | TBA                        |
| 2019  | "Stay Happy"                  | TBA                        |
| 2019  | "Ghost" (avec Alan Walker)    | Death Stranding - Timefall |
| 2019  | "Como Ser Feliz"              | Ideas                      |

#### Collaborations
- 2018 : Darkside (Alan Walker, en collaboration avec Tomine Harket)[3]
- 2019 : Ghost (avec Alan Walker)
- 2021 : Dead Girl (avec Alan Walker)
- 2022 : Somebody Like U (avec Alan Walker)